# Eutin
Eutin is een gemeente in de Duitse deelstaat Sleeswijk-Holstein. Het is de kreisstadt van de Kreis Oost-Holstein.
De gemeente  Eutin telt 16.960 inwoners. (ultimo 2023: 17.296).
Eutin ligt direct ten oosten van de stad Lübeck en  is een erkend kuuroord.

## Stadsindeling
De gemeente Eutin bestaat uit  de stad van die naam, met ongeveer 12.000 inwoners, en verder uit vier dorpen (Dorfschaften):
- Fissau, aan de zuidpunt van de Kellersee, 3 km ten noordoosten van de stad Eutin, circa 2.000 inwoners
- Neudorf, ongeveer 3 km ten zuidwesten van de stad, circa 2.850 inwoners
- Sibbersdorf, aan de fraaie Sibbersdorfer See, circa 5 km ten noordoosten van het centrum van Eutin, 100 à 150 inw.
- Sielbeck, 3 km ten noorden van Fissau, aan de Kellersee, bijna 250 inw.

Daarnaast omvat de gemeente nog talrijke gehuchten.

## Ligging, infrastructuur

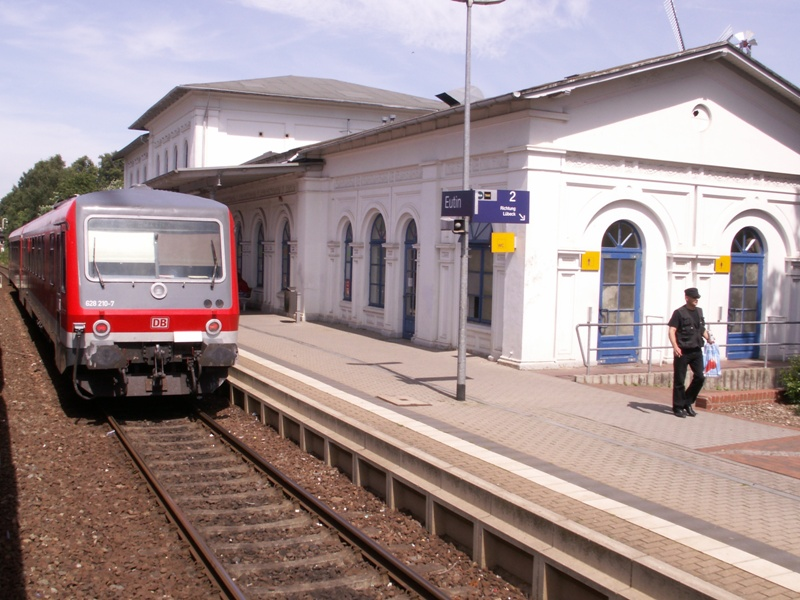
Station

Eutin ligt tussen talrijke meren in het Natuurpark Holsteinische Schweiz. Het bekendste meer rondom de stad is de Große Eutiner See, direct ten oosten van de stad.
Belangrijkste verkeersweg is de Bundesstraße 76, die vanuit Kiel in het west-noordwesten zuidelijk om de stad heen loopt en circa 13 km ten zuidoosten van Eutin,  bij Haffkrug, gemeente Scharbeutz, op afrit 15 van de Autobahn A1 aantakt.
Sinds 1873 heeft Eutin een station aan de lokaalspoorlijn Kiel- Lübeck. Er rijden treinen van DB Regio (ieder uur een sneltrein en ieder uur een stoptrein in beide richtingen). De enkelsporige lijn wordt in 2026 opgeknapt, gemoderniseerd en deels dubbelsporig gemaakt.

## Economie
Vanwege de culturele bezienswaardigheden, de vele watersportmogelijkheden op de meren en de omgeving is het toerisme een belangrijke bron van inkomsten in Eutin.
De dienstensector is te Eutin ook belangrijk. De stad heeft een Amtsgericht, een belangrijke politieschool, een grote kazerne van de Bundeswehr en twee prestigieuze gymnasia.
De landbouw en de industrie zijn in Eutin van geen betekenis.

## Geschiedenis

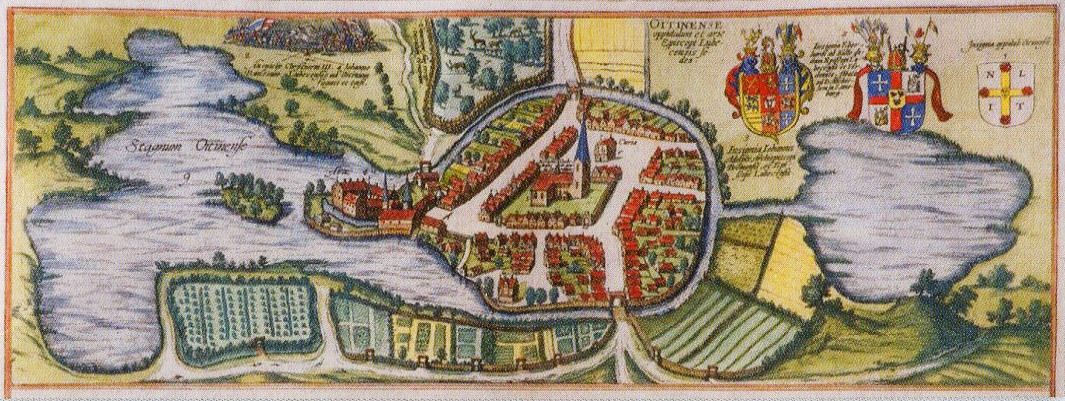
Prent van Eutin door Frans Hogenberg, 1586, kasteel (links) en stad (rechts). Het zuiden is de bovenzijde.

In de 7e of 8e eeuw stichtte het Slavische volk van de Abodriten een kasteel in de Große Eutiner See, op het huidige Fazanteneiland en een nederzetting. Mogelijk was deze naar een persoon met de naam Uta genoemd. In het kader van de Oostkolonisatie vestigden zich in en om het huidige Eutin in de 12e en 13e eeuw boeren- en ambachtsliedenfamilies uit o.a. Holland.  In 1156 was Eutin een marktdorp. In 1257 verkreeg het stadsrechten.
Eutin was vanaf de 14e eeuw tot aan de napoleontische tijd  residentiestad van het Prinsbisdom Lübeck. Het kasteel van Eutin ontwikkelde zich in de 18e en vroege 19e eeuw tot een locatie, waar kunstenaars, dichters en wetenschappers in een zekere mate van vrijheid konden werken. De literaire richting Sturm und Drang kwam er tot ontplooiing in de schrijvers- en dichtersgroep Eutiner Kreis, die was opgericht door Johann Heinrich Voß en Friedrich Stolberg. Beroemdheden als Matthias Claudius, Friedrich Gottlieb Klopstock en Wilhelm von Humboldt bezochten Eutin meer dan eens.
Vanaf 1803 behoorde Eutin tot het Groothertogdom Oldenburg en vanaf 1871 tot het Duitse Keizerrijk. Van 1913 tot op de huidige dag is Eutin een garnizoensstad, in de begintijd vooral voor de infanterie.
In de periode van de Republiek van Weimar ontwikkelde zich in Eutin een krachtige steun voor het nationaalsocialisme. In 1926 bezocht de toen nog niet zeer machtige Adolf Hitler het stadje. Op 9 november 1931 werd er een lid van de SS, Carl Radke, vermoord. Daarop ontstond op instigatie van de NSDAP een martelarencultus rondom deze Radke. Van juli 1933 tot mei 1934 onderhield de SA er een primitief concentratiekamp. In 1936 lieten de nazi's een, van Blut und Boden-ideologie doordrenkte, Eutiner Dichterkreis herleven. Medeoprichter hiervan was een zekere Heinrich Böhmcker, een SA-man die vanwege zijn veelvuldig gewelddadig optreden de bijnaam Latten-Böhmcker had. Tot de meest prominente leden van deze literaire kring behoorde de schrijver Gustav Frenssen.
In de laatste dagen van de Tweede Wereldoorlog, na de val van Berlijn, was Eutin etappeplaats in de evacuatie van de ministers van het Derde Rijk.
Na de oorlog werd Eutin definitief bij de deelstaat Sleeswijk-Holstein ingedeeld. Vanaf 1980 werd een binnenstadssanering uitgevoerd, met o.a. de aanleg  van parkeerfaciliteiten en het autovrij maken van winkelstraten. In 1993 werd de plaats tot kuuroord (Heilklimatischer Kurort) verklaard. In 2016 vond te Eutin de Landesgartenschau Schleswig-Holstein plaats, een sterk op de Nederlandse Floriade gelijkend evenement. Dit was aanleiding tot een nieuwe herinrichting van de stad, met onder andere de bouw van nieuwe hotels. In 2024 was deze herinrichting nog niet voltooid.

## Bezienswaardigheden, evenementen, natuurschoon, recreatie
- Het kasteel van Eutin is deels als museum ingericht en kan bezichtigd worden.
- De evangelisch-lutherse St. Michaëlskerk (Michaeliskirche) dateert van rond 1200 en is gedeeltelijk in romaanse, gedeeltelijk in gotische stijl gebouwd.
- Omwille van de culturele bloeiperiode 1776-1829 kreeg Eutin de bijnaam "Weimar van het Noorden". Het Ostholstein-Museum Eutin wijdt een permanente expositie aan deze periode, evenals aan de geschiedenis van Eutin zelf en van het vorstendom Lübeck. In de stad staan nog veel huizen en openbare gebouwen uit de tijd en in de bouwstijlen van de late barok en het classicisme.
- Jaarlijks in de zomer vinden sedert 1951 in de open lucht, aan de Große Eutiner See, in de kasteeltuin (Schlossgarten) de Eutiner Festspiele plaats. Bij dit muziekevenement worden opera's of operettes, soms werken van de te Eutin geboren componist Carl Maria von Weber opgevoerd.
- Eutin ligt aan de Große Eutiner See in het Natuurpark Holsteinische Schweiz.
- Een bekende attractie in de omgeving van Eutin is de Bruidegomseik. Deze staat in het bos Dodauer Forst ten westen van het stadje.

## Galerij

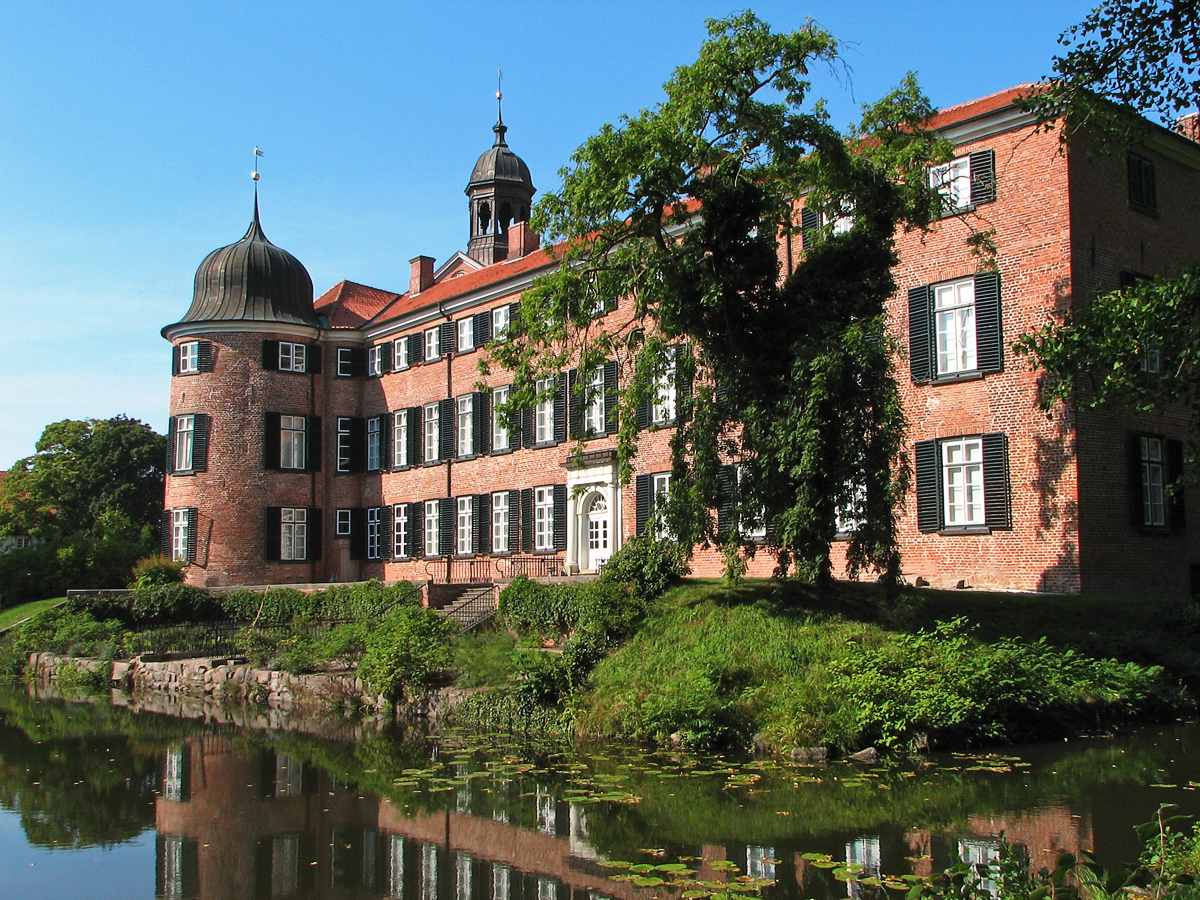
Kasteel Eutin
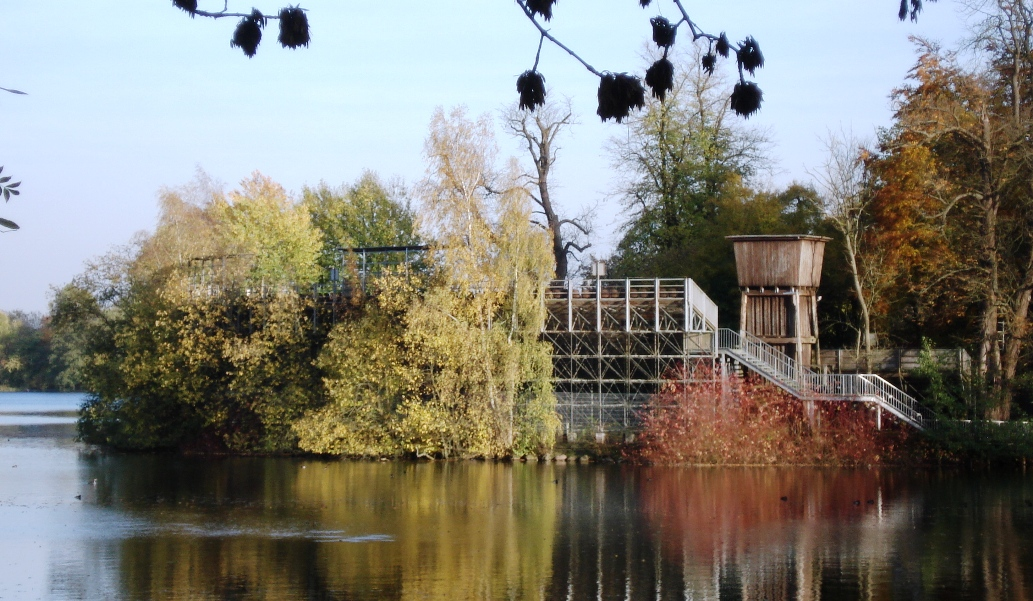
Openluchttoneel in de Schlossgarten voor de Eutiner Festspiele
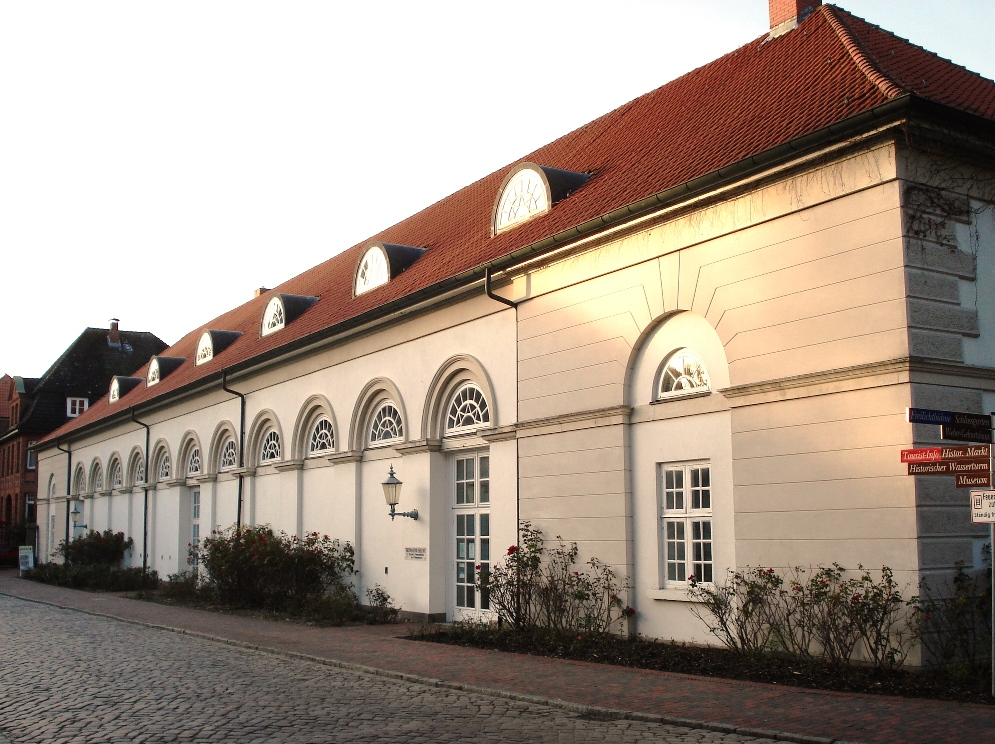
Het Ostholstein-Museum
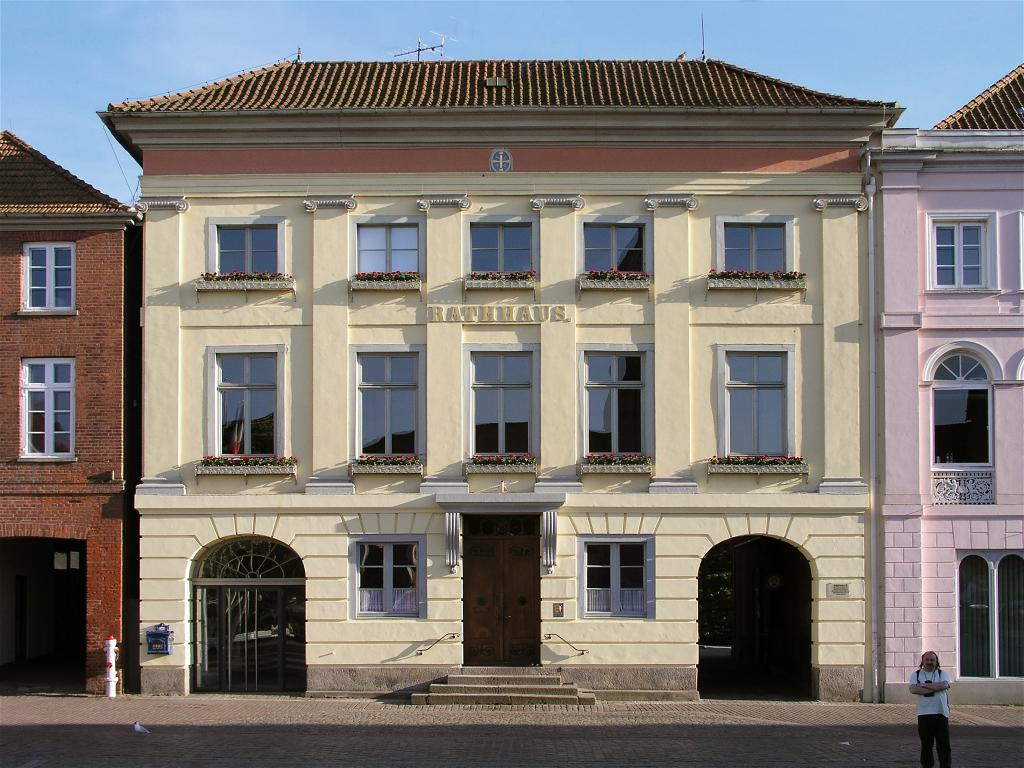
Stadhuis (1791)
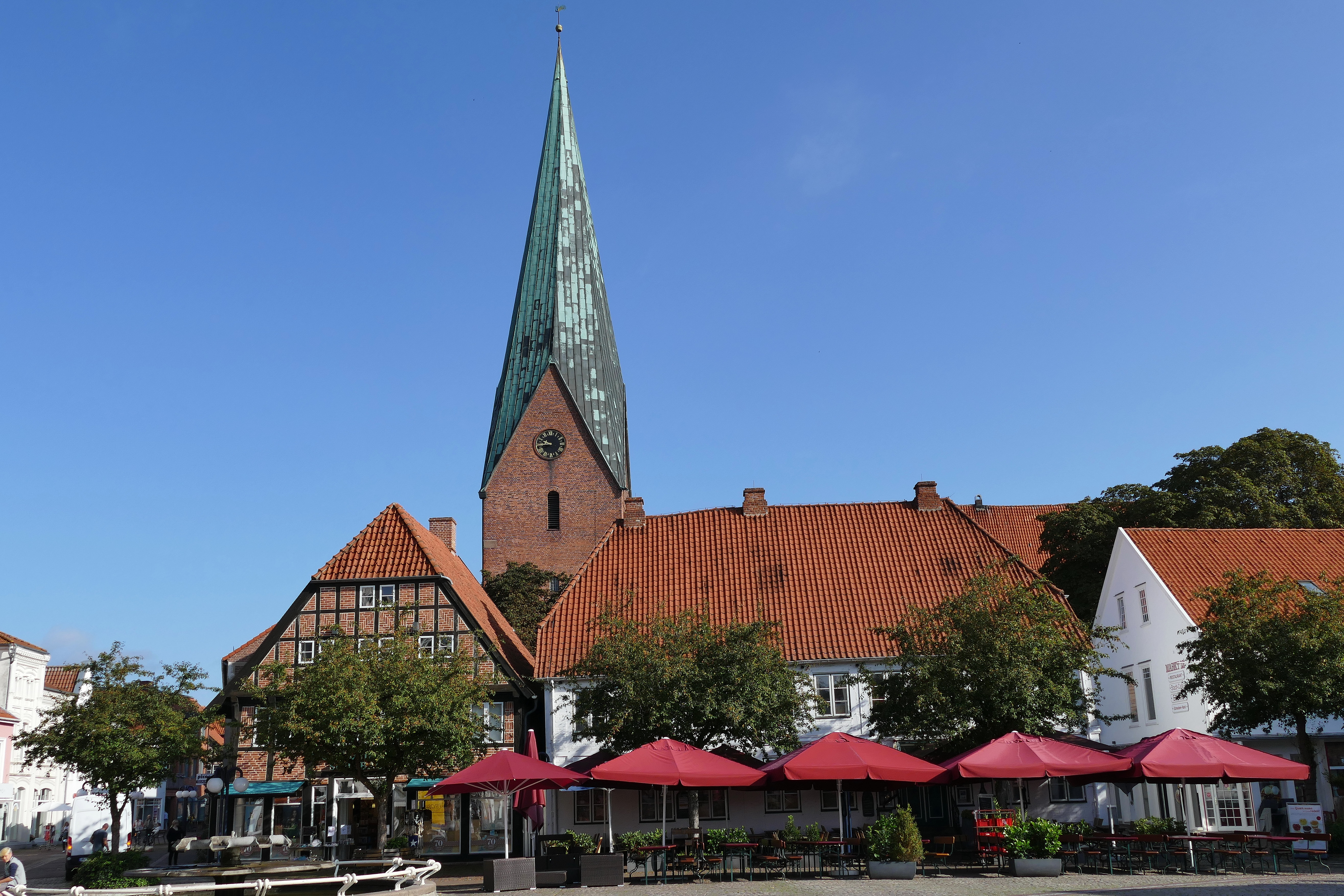
Marktplein met op de achtergrond de toren van de St. Michaëlskerk
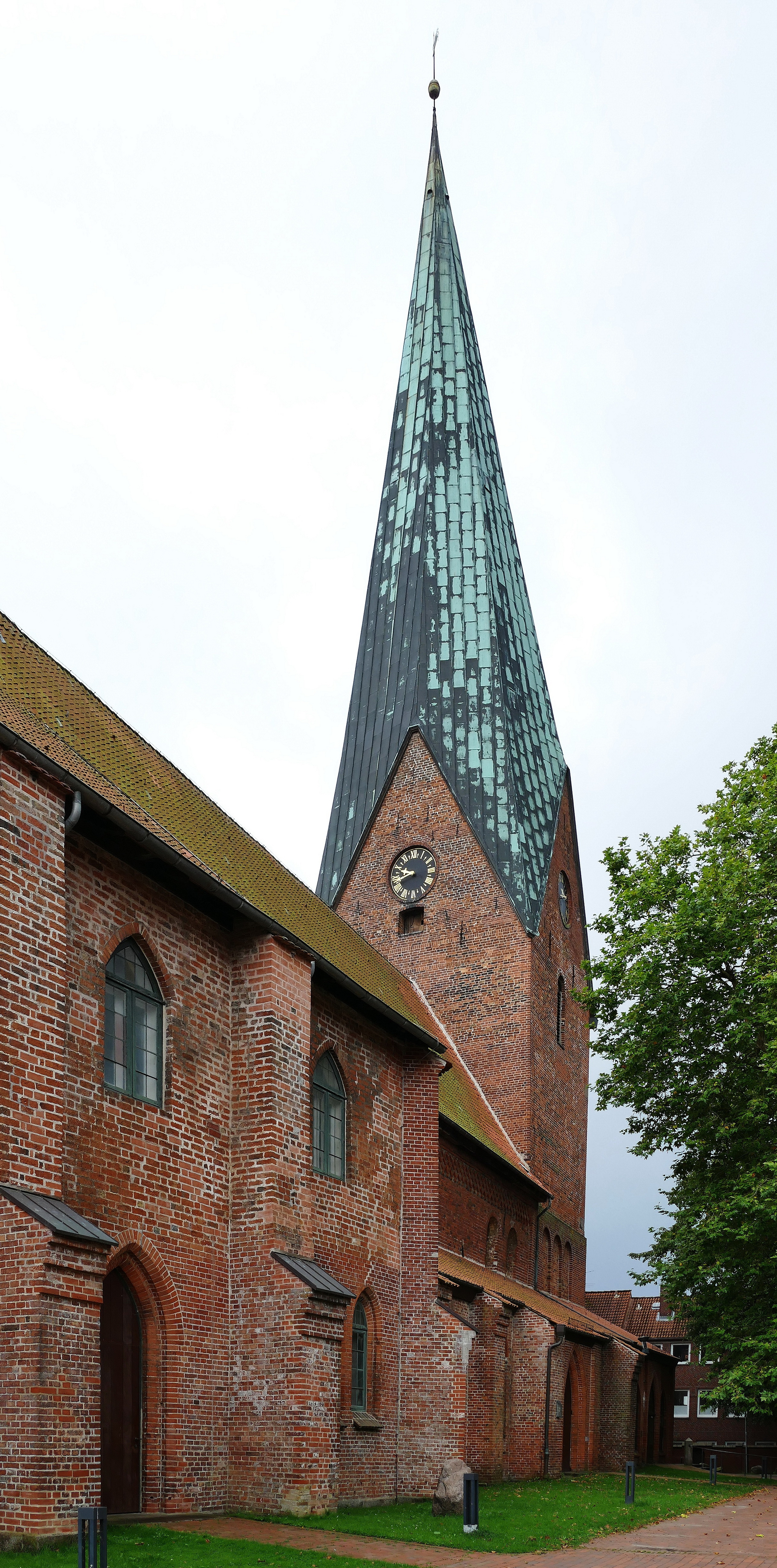
St. Michaëlskerk

## Belangrijke personen in relatie tot de gemeente

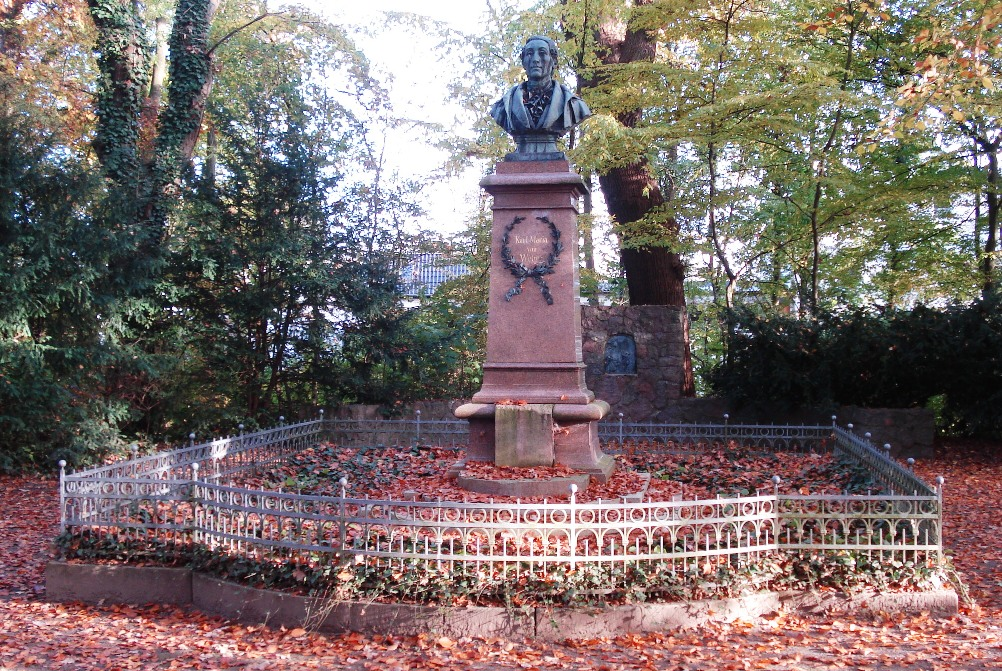
Eutin, monument voor Carl Maria von Weber in het parkje Carl-Maria-von-Weber-Hain

### Geboren te Eutin
- Nikolaus Mercator (ca. 1620), wiskundige
- Hedwig Elisabeth Charlotte van Holstein-Gottorp (1759), koningin van Zweden en Noorwegen
- Carl Maria von Weber (1786), componist van o.a. opera's
- Friedrich Adolf Trendelenburg (1802), filosoof en pedagoog
- (Johann Friedrich) Julius Schmidt  (* 26 oktober 1825; † 7 februari 1884 in Athene), Duits sterrenkundige en geoloog, de laatste jaren van zijn leven in Griekenland werkzaam; naar hem is een maankrater genoemd
- Axel Prahl (1960), acteur, o.a. bekend van de tv-detectivereeks Tatort
- Daniel Richter (1962), kunstenaar
- Maike Friedrichsen (1970), volleybal- en beachvolleybalspeler

### Overleden te Eutin
- Johan van Sleeswijk-Holstein-Gottorp, overleden in 1655, lutheraans bisschop van Lübeck
- Johann Philipp Förtsch, overleden in 1732, componist, arts en raadsheer
- Johann Heinrich Wilhelm Tischbein, overleden in 1829, kunstschilder

### Overigen
- Johann Heinrich Voß, schrijver en vertaler, woonde van ca. 1782-1802 te Eutin
- Friedrich Stolberg, schrijver en diplomaat, woonde van ca. 1793-1800 te Eutin
- Friedrich Heinrich Jacobi, filosoof, woonde van ca. 1798-1805 te Eutin
- Ferdinand Tönnies, socioloog, woonde van 1900-1921 te Eutin

## Partnersteden
Eutin onderhoudt jumelages met:
- Lawrence (Kansas), USA
- Putbus op het eiland Rügen, Duitsland
- Guldborgsund (gemeente), Denemarken

## Trivia
De beroemde film Cabaret (1972), met Liza Minnelli in de hoofdrol, werd grotendeels te Eutin opgenomen.
Ahrensbök ·
Altenkrempe ·
Bad Schwartau ·
Beschendorf ·
Bosau ·
Dahme ·
Damlos ·
Eutin ·
Fehmarn ·
Göhl ·
Gremersdorf ·
Grömitz ·
Großenbrode ·
Grube ·
Harmsdorf ·
Heiligenhafen ·
Heringsdorf ·
Kabelhorst ·
Kasseedorf ·
Kellenhusen ·
Lensahn ·
Malente ·
Manhagen ·
Neukirchen ·
Neustadt in Holstein ·
Oldenburg in Holstein ·
Ratekau ·
Riepsdorf ·
Scharbeutz ·
Schashagen ·
Schönwalde am Bungsberg ·
Sierksdorf ·
Stockelsdorf ·
Süsel ·
Timmendorfer Strand ·
Wangels